# Lewis (mitragliatrice)
La mitragliatrice Lewis, in inglese Lewis Gun (o Lewis Automatic Machine Gun), fu una mitragliatrice leggera progettata all'inizio del XX secolo da Samuel McClean e perfezionata dal colonnello Isaac Newton Lewis.

## Storia

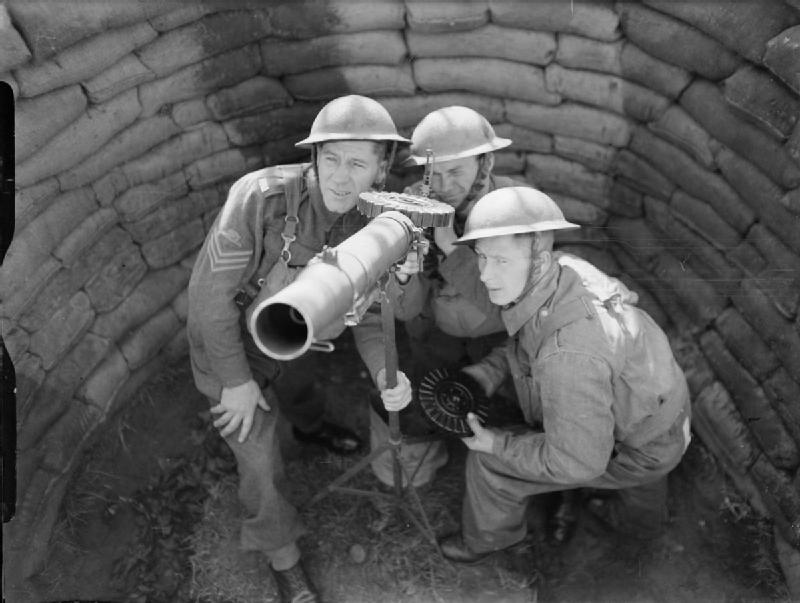
Una postazione del British Army dotata di Lewis, seconda guerra mondiale.

Progettata nel 1911, sebbene non venne mai adottata ufficialmente dallo US Army, (poiché ritenuta inadeguata e sostituita con la mitragliatrice leggera Chauchat,per poi passare nel 1917 al Browning Automatic Rifle)  ebbe una certa diffusione con la prima guerra mondiale quando l'arma fu acquistata dal Belgio e successivamente dal Regno Unito. Durante il primo conflitto mondiale, venne installata su numerosi velivoli francesi, inglesi ed italiani, ma siccome non era dotata di un timer che permettesse di sincronizzare la cadenza di fuoco con i giri dell'elica del motore, si decise di sistemarla nella parte anteriore dei velivoli, all'interno di una anello Scarff per permetterle di ruotare e di non essere di peso per l'artigliere. Vennero impiegate su questa mitragliatrice delle speciali munizioni incendiarie per far esplodere l'idrogeno contenuto nei dirigibili da bombardamento tedeschi. Nel 1932 la Lewis fu impiegata dall'esercito australiano per abbattere gli emù nel corso di un'operazione di contenimento, nota come guerra degli emù. Durante la guerra civile spagnola l'arma fu in uso agli eserciti franchista e repubblicano. Lo United States Marine Corps, al quale vennero cedute, la utilizzarono insieme alla US Navy fino alle prime fasi della seconda guerra mondiale. L'arma rimase in produzione fino al 1945, alcuni esemplari vennero utilizzati nella guerra di Corea e nella guerra del Vietnam. 

## Caratteristiche
L'arma funzionava a gas ed era raffreddata ad alette, anche se questo sistema era poco efficace e aumentava il peso dell'arma. La Lewis poteva montare un caricatore a tamburo da 47 o 97 colpi e in entrambi i casi aveva una cadenza di tiro di 550 colpi al minuto. Il peso di 12,7 chili rendeva più facile il trasporto, a differenza di armi simili dello stesso periodo.

## Utilizzatori
- Algeria
- Australia
- Belgio
- Bolivia
- Canada
- Filippine
- Finlandia
- Francia
- Impero Tedesco
- Giappone
- Honduras
- Irlanda
- Regno d'Italia
- Israele
- Norvegia
- Nuova Zelanda
- Paesi Bassi
- Polonia
- Portogallo
- Romania
- Russia
- Spagna repubblicana [5]
- Regno Unito
- Stati Uniti (1912-1959)[6]